# Joseph Gueusquin
Joseph Gueusquin, né le 19 novembre 1819 à Forges-sur-Meuse (Meuse), mort le 19 juillet 1889  au Plessis-Piquet (Seine), aujourd'hui Le Plessis-Robinson (Hauts-de-Seine), est un restaurateur et entrepreneur français du XIXe siècle. La commune du Plessis-Robinson doit son nom à son restaurant Au Grand Robinson, ainsi que le gentilé de ses habitants (les Robinsonnais).

## Biographie
Né d'un père tisserand dans un village de Meuse, il est l'avant-dernier d'une fratrie de quatre garçons. Il monte à Paris tenter sa chance, et se marie en 1845 à Croissy-sur-Seine avec Olimpe-Amable Arnoult, tandis que, « garçon marchand de vin », il demeure au fort de Bercy chez Jean Souhaut, marchand de vin traiteur, son cousin germain et son témoin.
Une source indique qu'il aurait été marchand de vins et restaurateur rue d'Hauteville à Paris.
Il s'installe en 1848 au Plessis-Piquet, estimant que la nouvelle ligne de chemin de fer de Paris à Sceaux, inaugurée deux ans auparavant, prolongée par des calèches desservant le Plessis-Piquet, allait lui permettre de mettre en œuvre son idée :  attirer une nombreuse clientèle parisienne avide d'air pur, de nature et de pittoresque, en construisant, au hameau Saint-Éloi,, un restaurant perché dans un des énormes chataîgniers de la région, qu'il baptise Au Grand Robinson,. Un système de poulies et de cordes permet de hisser les repas dans des paniers,,. Le succès est immédiat et important. Joseph Gueusquin fait de nombreux émules, que la concurrence conduit à proposer des distractions variées : restaurants, bars, guinguettes, dancings, manèges, balançoires, courses d’ânes et autres attractions apparaissent dans ce nouveau quartier qui prend vite le nom de l’établissement qui est à l’origine de son développement,. En juin 1849, un de ses fils naît au Plessis-Piquet, au « lieu-dit Robinson », où il est restaurateur.
Dès 1849, Joseph Gueusquin édite une brochure-guide touristique intitulée Guide des promeneurs dans la campagne de Sceaux, les bois d'Aunay, Plessis-Picquet, Fontenay-aux-Roses... avec une carte indiquant exactement tous les chemins.
En février 1859, il est restaurateur et adjoint au maire du Plessis-Piquet.
Les guinguettes de Robinson ont vu passer des hommes de lettres tels que Balzac, Musset, Zola, des têtes couronnées telles que le prince Louis Bonaparte futur Napoléon III en 1848, le roi d'Espagne et le tsar de Russie, ainsi que Lénine, et plus tard Maurice Utrillo en fera sept ou huit tableaux,.
Au Grand Robinson devient rapidement une entreprise familiale : Philippe, frère de Joseph, lance à proximité Aux deux marronniers, puis avec son fils Eugène Le Pavillon Bleu et Le Gros Châtaignier. Ernest, qui succède à Joseph, son père, rebaptise en 1888 l'établissement paternel Le Vrai Arbre de Robinson. Il rachète par ailleurs un pavillon de l'Exposition universelle de Paris de 1889 pour en faire une guinguette nommée L'Ermitage,,.
Il y eut jusqu'à environ 200 restaurants à cabanes à la fin du XIXe siècle. Les dernières guinguettes de Robinson cesseront leur activité au milieu du XXe siècle.

Documents graphiques anciens sur Robinson
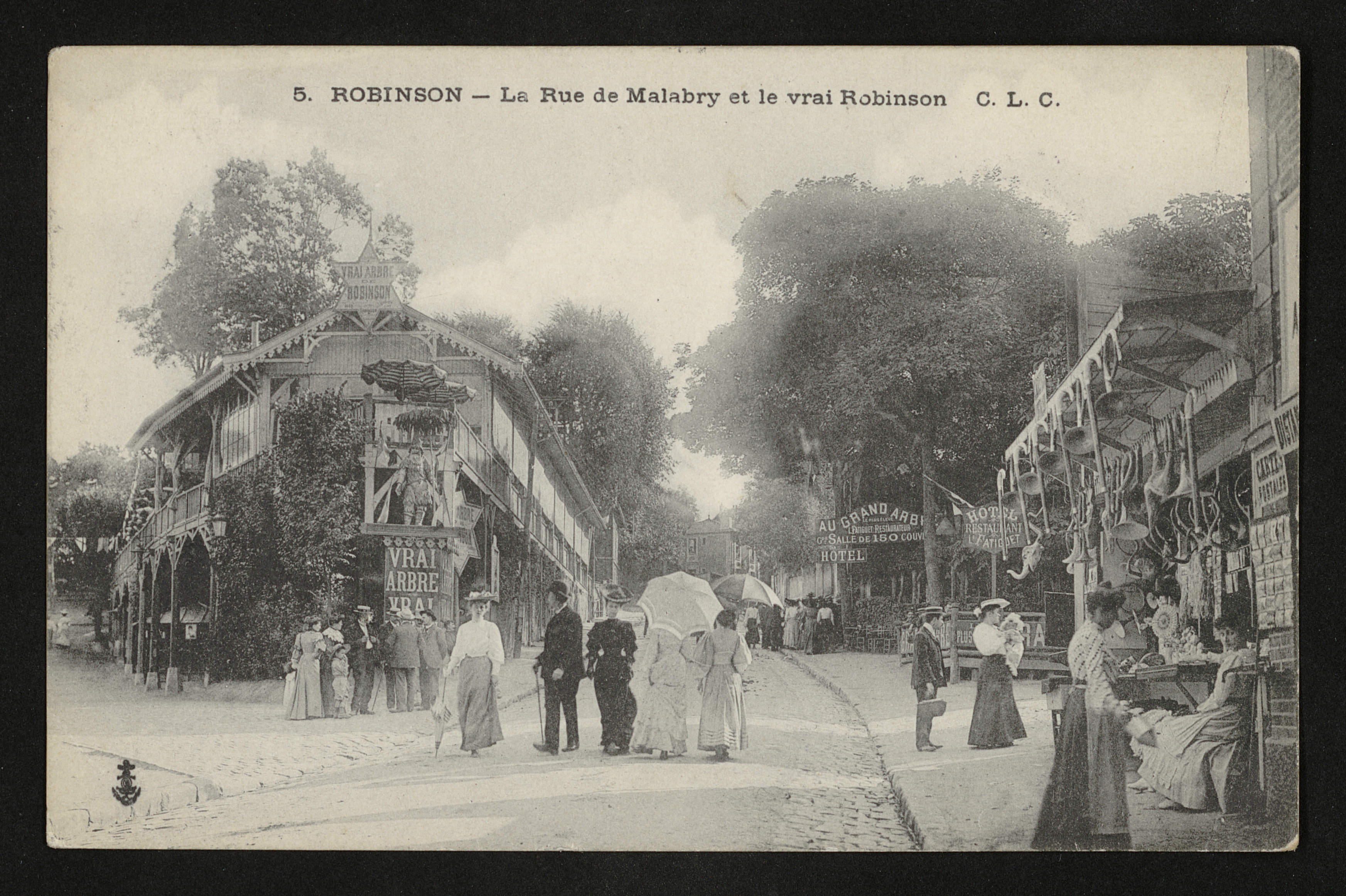
La Rue de Malabry et le vrai Robinson
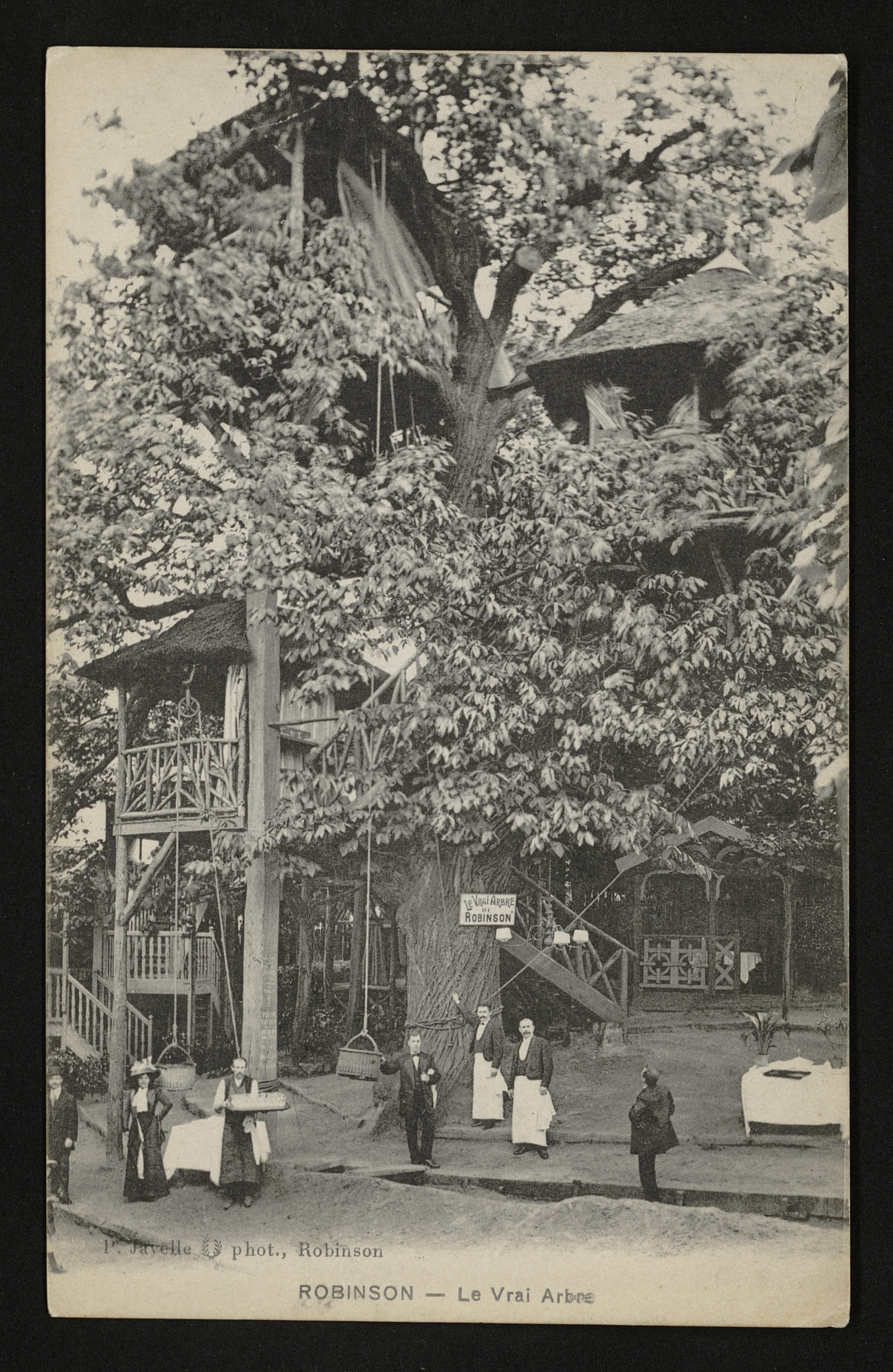
Le Vrai Arbre
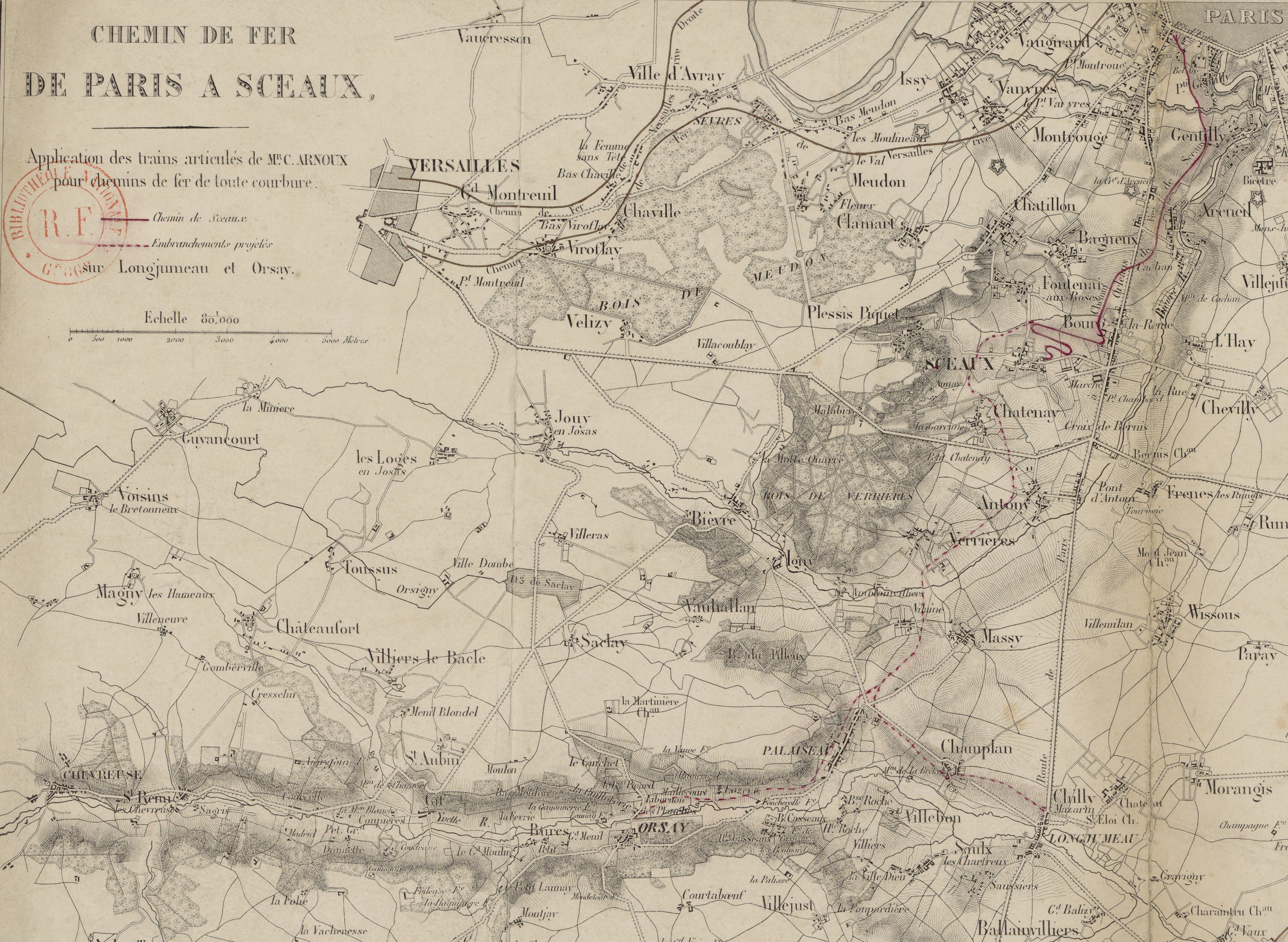
Ligne de Sceaux - Carte
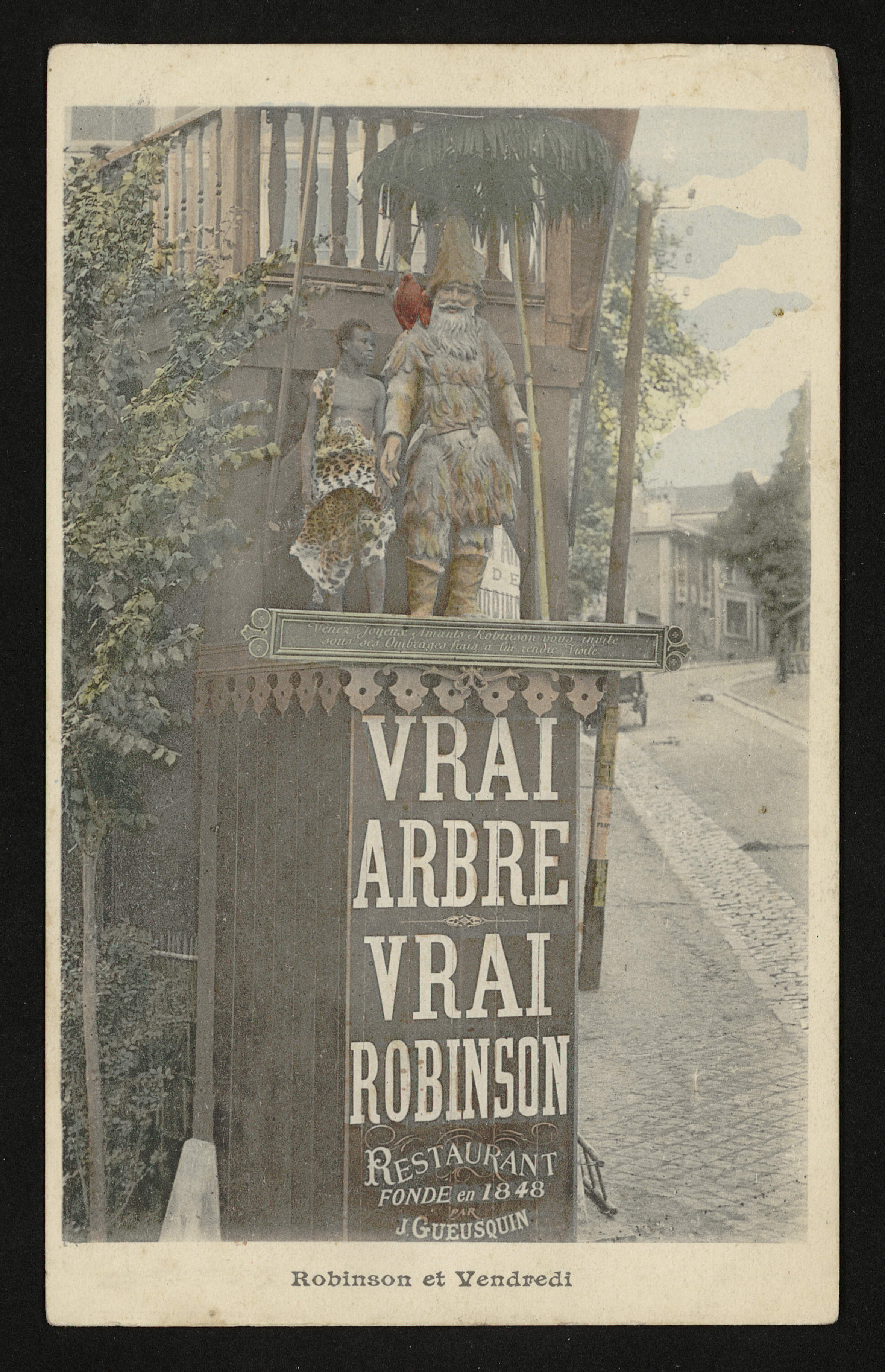
"Restaurant fondé en 1848 par J. Gueusquin"
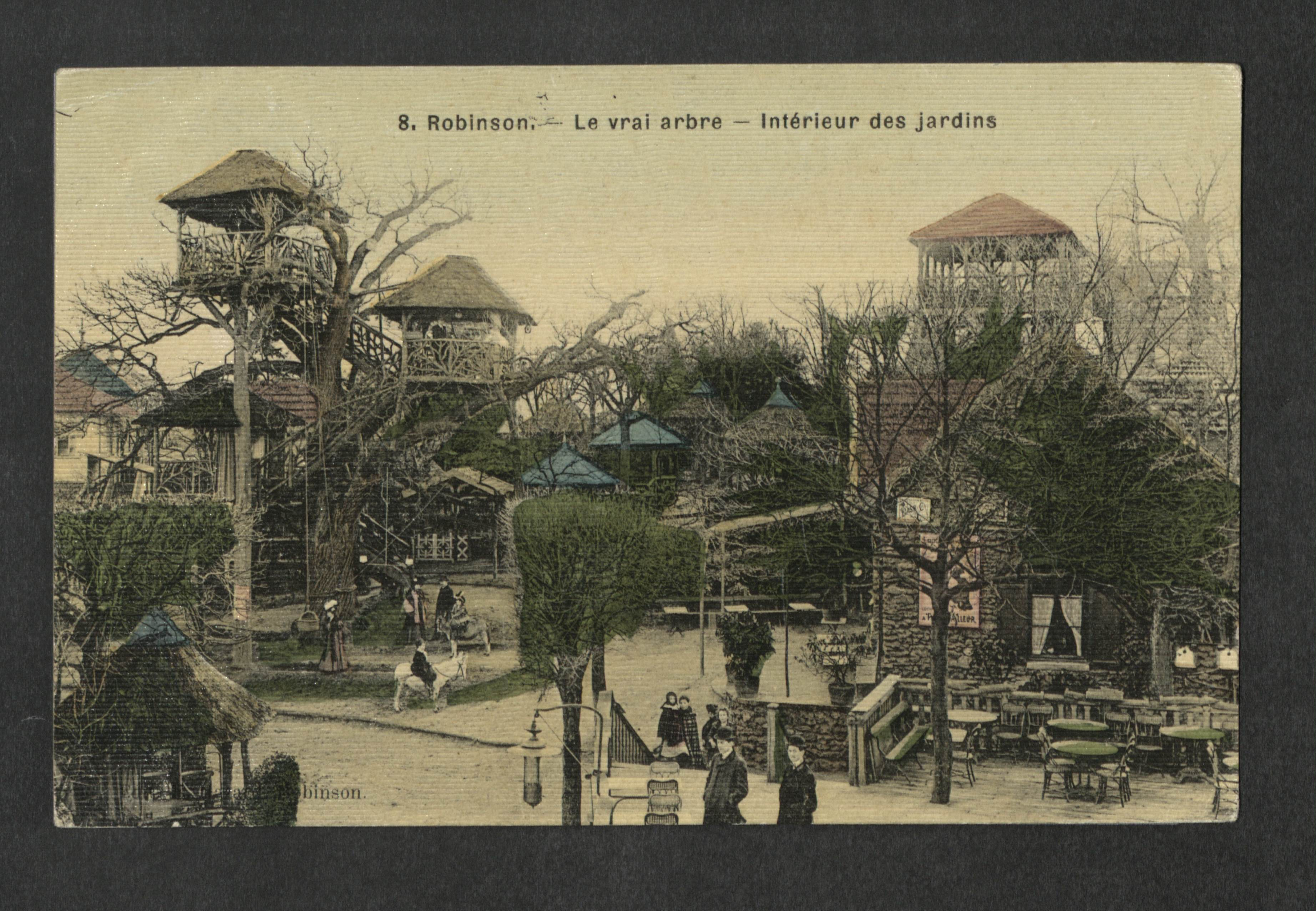
Le vrai arbre - Intérieur des jardins

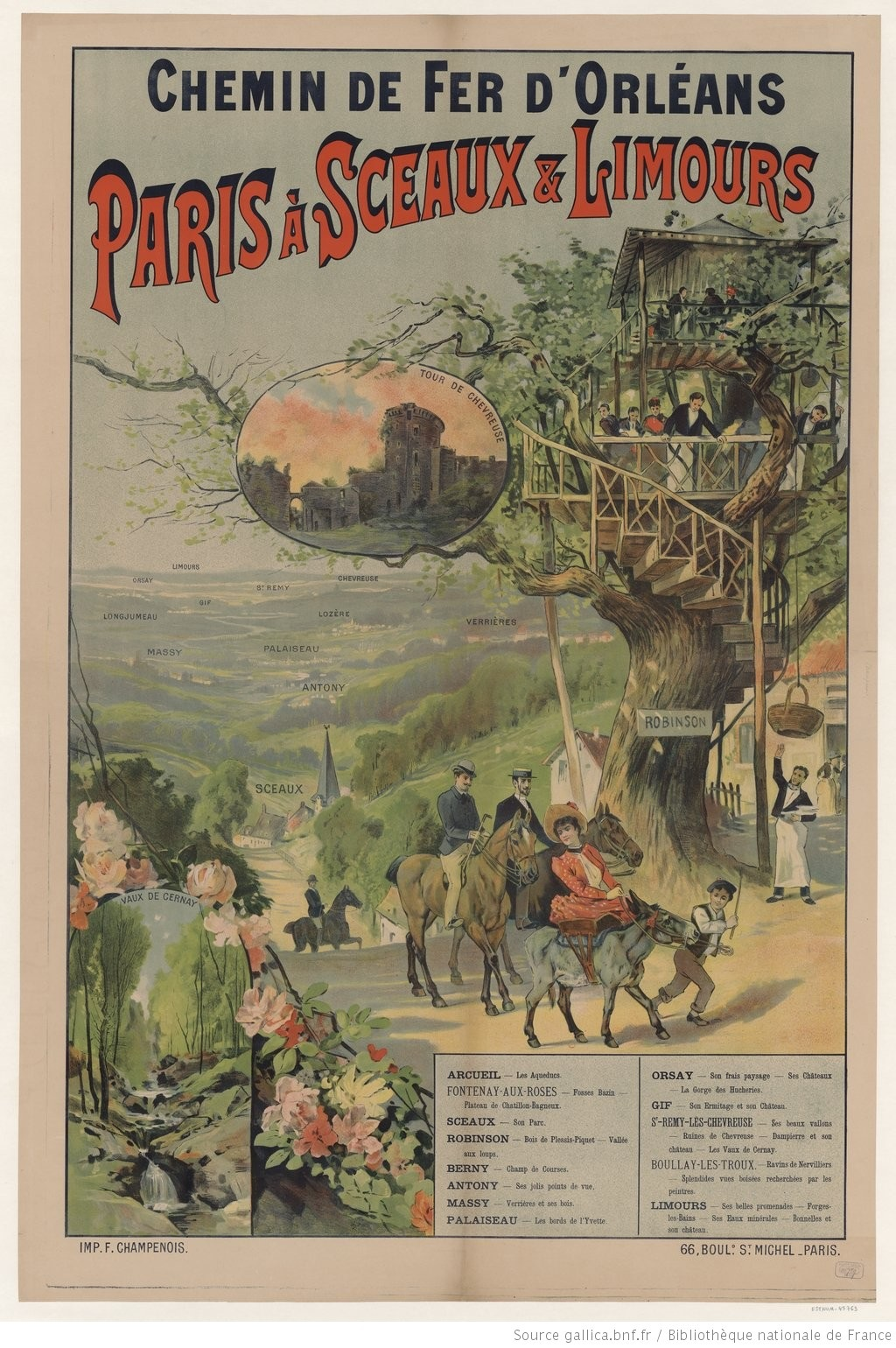
Chemin de Fer d'Orléans (1892). Restaurant perché dans un arbre à Robinson

## Hommages
- En 1871, un opuscule intitulé À M. Gueusquin, créateur de Robinson lui est dédié[19].
- Un hommage indirect permanent lui est rendu par sa ville d'accueil, peuplée en 2019 de 30 000 habitants, depuis que le 12 novembre 1909, à la demande de la municipalité, le Président de la République Armand Fallières a signé le décret « autorisant la commune du Plessis-Piquet (Seine) à porter à l'avenir le nom de Plessis-Robinson »[3],[20].
- Un des squares  du Plessis-Robinson porte son nom[17],[21].
- À l'occasion des Journées européennes du patrimoine 2021, il figure dans l'exposition Ils ont fait le Plessis-Robinson organisée par la municipalité du Plessis-Robinson, et dans la brochure correspondante[22],[5].